# Chausseehaus am Bahnhof Marienfelde

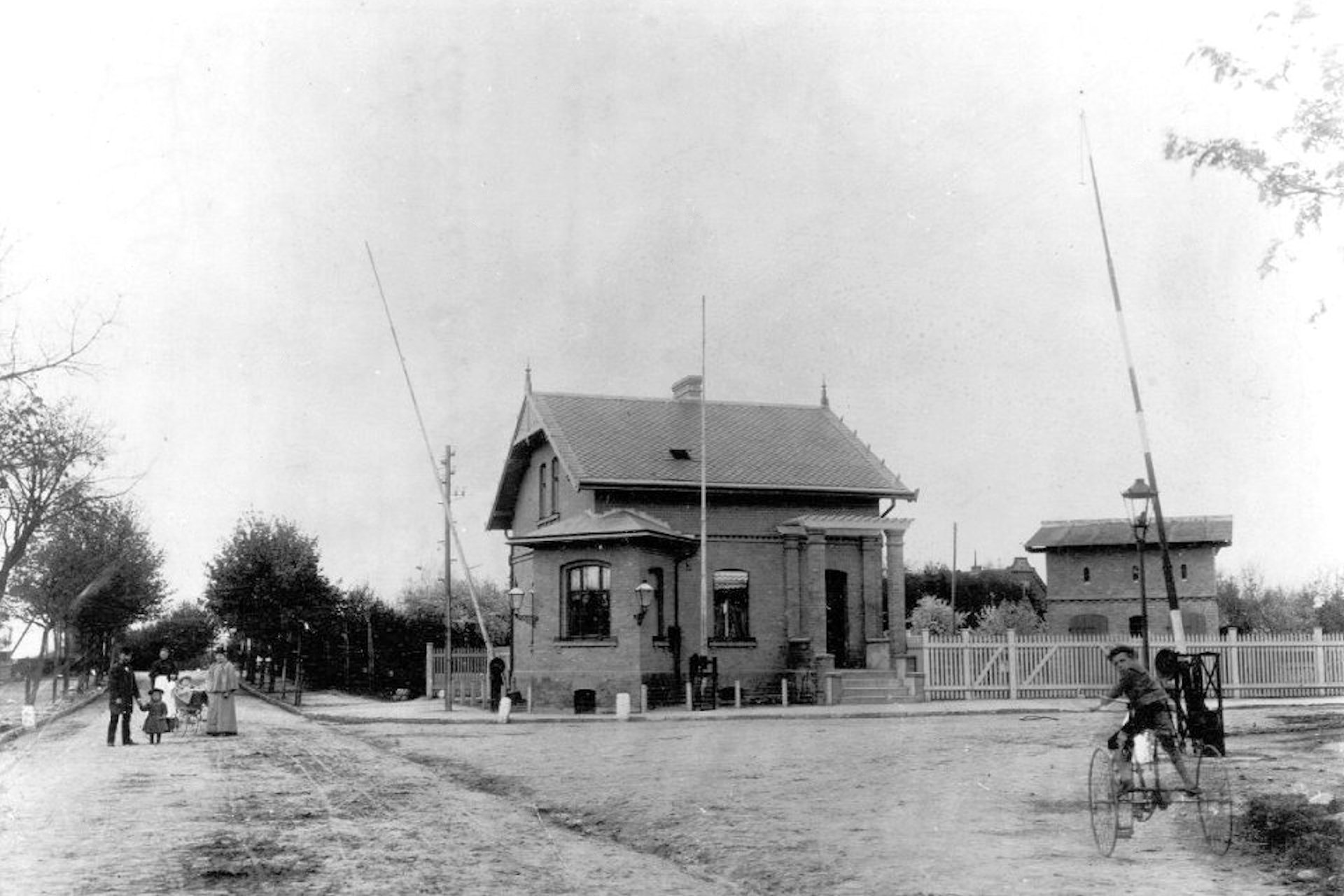
Das zweite Chausseehaus am Bahnhof Marienfelde 1897

An der Chaussee Mariendorf–Marienfelde–Großbeeren befand sich in Höhe der Kreuzung mit der Dresdener Bahn ein Chausseehaus, das bis 1907 zur Erhebung des Chausseegeldes diente.

## Hintergründe

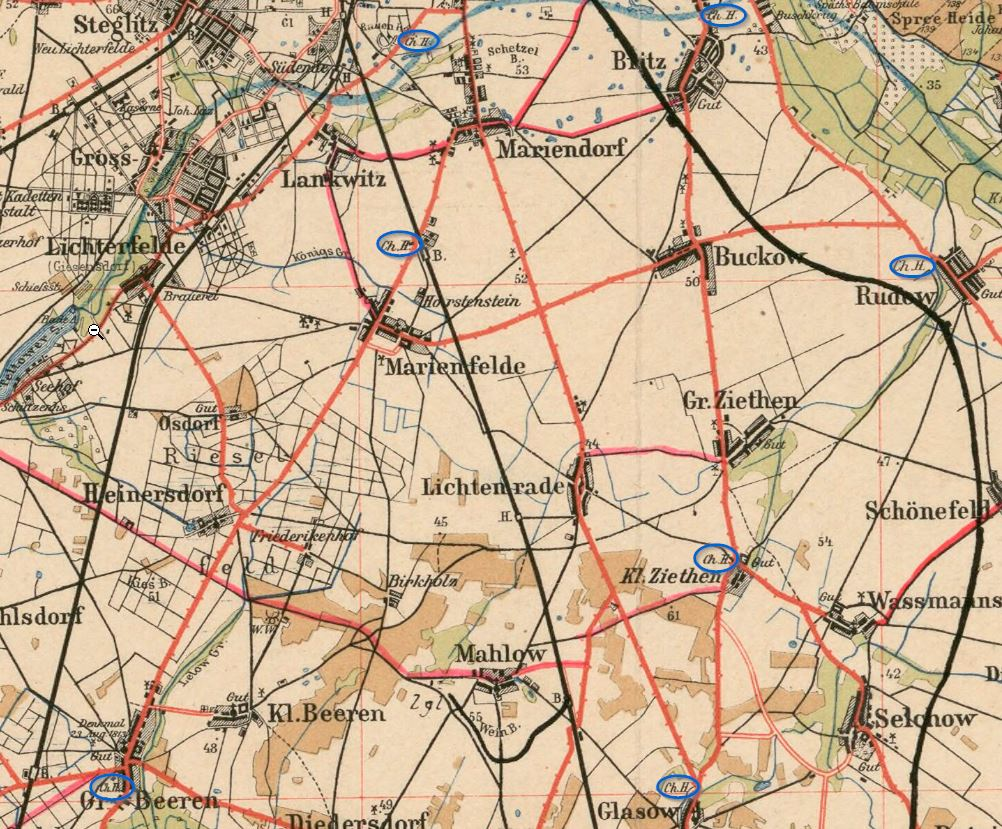
Karte vom Kreis Teltow 1904, Ausschnitt mit Markierung der Chausseehäuser

Mit zunehmender Handelstätigkeit und Industrialisierung wurde auch im Königreich Preußen die Notwendigkeit erkannt, die unbefestigten, schadhaften und nur mühsam befahrbaren Landstraßen zu verbessern. Nach dem Vorbild der französischen Chausseen wurden zunächst zwischen 1788 und 1805 die Berlin-Potsdamer Chaussee und die Chaussee Magdeburg–Halle–Leipzig zur Kunststraße mit möglichst geradliniger Trassierung, gepflasterter Fahrbahn, Alleebäumen und Entwässerungsgraben ausgebaut. Es folgten weitere Preußische Staatschausseen.
In regelmäßigen Abständen wurden Meilensteine gesetzt, um den Postkursen die Entfernung bis zum Berliner Stadtzentrum am Dönhoffplatz oder anderen zentralen Orten anzuzeigen. Entlang dieser Kunststraßen wurden außerdem Chausseehäuser gebaut, an denen die Chausseegelder erhoben wurden, um die hohen Kosten für den Bau und die Unterhaltung einzutreiben. Dazu waren die Chausseen durch Schlagbäume gesperrt, die erst nach Bezahlung geöffnet wurden, um das Befahren zu ermöglichen.
Entsprechend der Bedeutung der jeweiligen Straßen wurde die Zuständigkeit für den Bau und die Unterhaltung dem preußischen Staat, den Provinzen, den Kreisen oder den Gemeinden zugeordnet. Am 31. Dezember 1874 wurden in Preußen die staatlichen Chausseegebühren abgeschafft. Mit der Gesetzgebung vom 3. Juli 1875 ging die Aufsicht über die Staatschausseen ab 1876 an die Provinzverwaltungen über. Die Chausseegelder wurden nun aber von den zuständigen Provinzen, Kreisen und Gemeinden sowie privaten Unternehmen weiter erhoben.

## Das Chausseehaus am Bahnhof Marienfelde

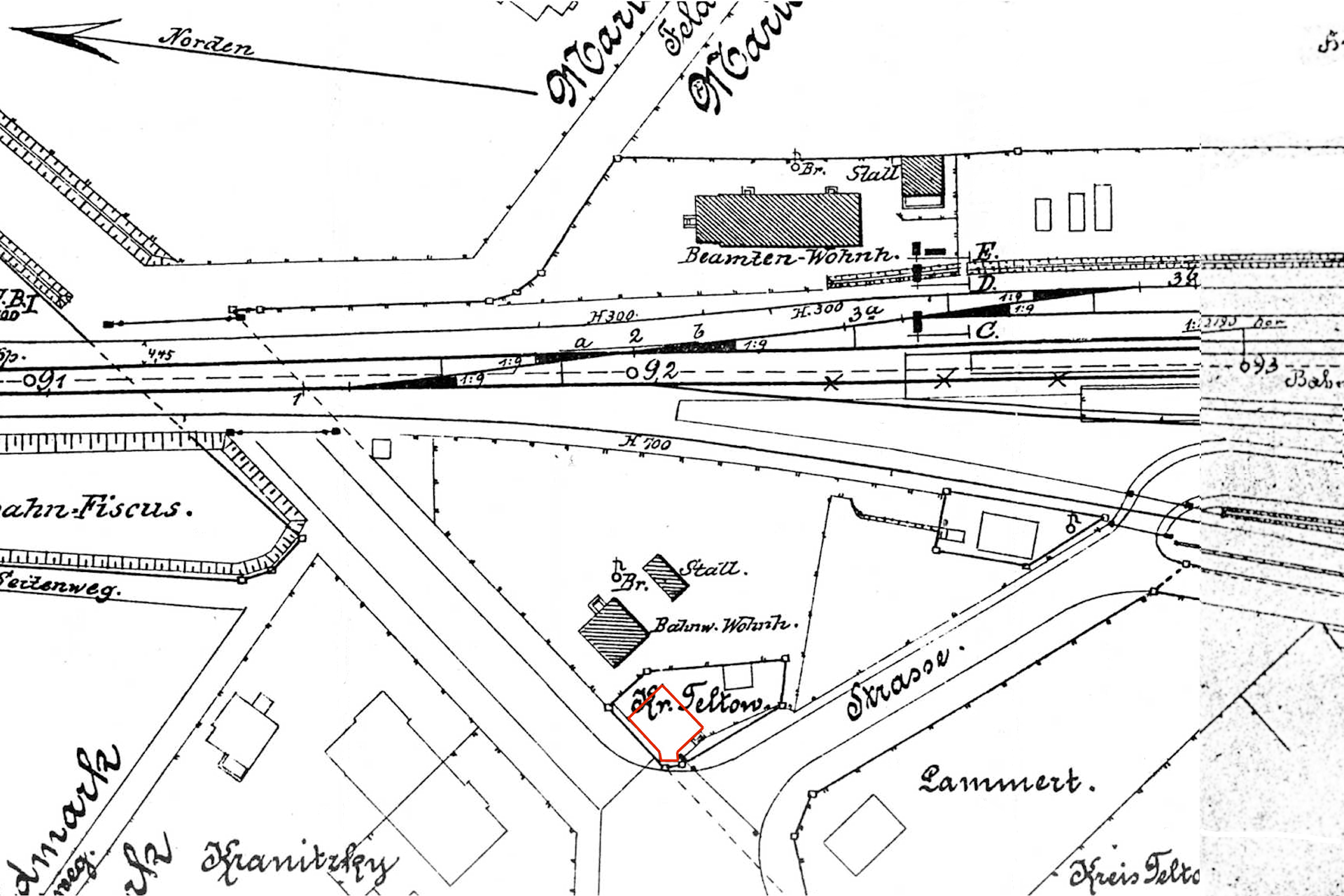
Lageplan Bahnhof Marienfelde von 1903 mit dem Chausseehaus von 1896 an der Straßenkreuzung (rot markiert)

Die Karten der Provinz Brandenburg von 1788 und 1811 zeigen noch ein sehr unstruktuiertes Wegenetz. Die Landstraße Mariendorf–Marienfelde–Großbeeren wurde relativ spät zur Chaussee ausgebaut. Die Projektierung wird auf das Jahr 1850 datiert, die Fertigstellung auf das Jahr 1864. Ein erstes Chausseehaus wurde südlich der späteren Bahnstraße an dieser Chaussee errichtet. Es befand sich auf dem Grundstück Berliner Straße 143 (nach Umstellung der Straßennummerierung Berliner Straße 11, nach der Straßenumbenennung Marienfelder Allee 11).
Im Jahr 1875 wurde der Verkehr auf der Berlin–Dresdener Eisenbahn und der Königlich Preußischen Militär-Eisenbahn eröffnet. Südöstlich des Schnittpunktes der beiden Bahnstrecken mit der Chaussee Mariendorf–Marienfelde–Großbeeren entwickelte sich der Bahnhof Marienfelde. In unmittelbarer Nähe der Chaussee wurde 1888 das erste Stationsgebäude der Militärbahn gebaut.
Mit zunehmendem Bahnverkehr musste die Zufahrt zu den Bahnhofsanlagen ausgebaut werden. Dazu wurde die Bahnstraße angelegt, die von der Chaussee abzweigte. An dieser Straßenecke wurde 1896 nördlich der Bahnstraße auf dem Nachbargrundstück zum ersten Stationsgebäude der Militärbahn ein neues Chausseehaus gebaut (Grundstück Berliner Straße 145, nach Umstellung der Straßennummerierung Berliner Straße 5, nach der Straßenumbenennung Marienfelder Allee 5). Auf den Lageplänen des Bahnhofs Marienfelde sind die Grundstückseigentümer verzeichnet. Während die meisten großen Nachbargrundstücke im Besitz von privaten Eigentümern waren, gehörte das kleine Grundstück des Chausseehauses dem Kreis Teltow.
Die Chausseegelderhebung erfolgte ab dem 1. Dezember 1896 am neuen Chausseehaus. Der Originaltext der Amtlichen Mitteilung zur Verlegung der Chausseegelderhebung:

„Amtliches

Berlin, den 21. November 1896.

Unter Hinweis auf die Bekanntmachung vom

4. November Nr. 33 im Amtsblatt vom 20. November

1896, Stück 47, wird zur öffentlichen Kenntnis ge-

bracht, daß mit der Chausseegelderhebung am neuen

Chausseehause am Bahnhofszufahrtswege zu Marien-

felde bereits am 1. Dezember d. Js. begonnen

wird. Mit demselben Zeitpunkte geht die im

Gebrauch befindliche ungefähr 50 m südlich gelegene

Hebestelle ein. Durch die Verlegung tritt in der

Hebebefugniß nur die Änderung ein, daß für die

Benutzung der Mariendorf – Groß-Beerener

Chaussee als Verkehrsmittel zwischen Mariendorf

und Bahnhof Marienfelde ein einhalbmeiliges (1/2)

Chausseegeld zu entrichten ist.

Der Kreis-Ausschuß des Kreises Teltow

S t u b e n r a u c h“

Auf dem Bild vom Januar 1897 ist ein Schlagbaum zu erkennen, mit dem die Einfahrt in die Chaussee nach Mariendorf gesperrt werden konnte. Mit einem zweiten Schlagbaum konnte auch die Einfahrt in die Bahnstraße zum Bahnhof Marienfelde gesperrt werden.
Mit Wirkung zum 1. April 1907, nur rd. 10 Jahre nach Inbetriebnahme des zweiten Chausseehauses, hob Ernst von Stubenrauch als Landrat des Kreises Teltow die Pflicht zur Entrichtung eines Chausseegeldes an dieser Chaussee auf. Tatsächlich hat der Kreis jedoch auch die Verantwortung für die Straßenunterhaltung der schadhaften Chaussee an die Gemeinde Marienfelde übertragen.
Das erste Chausseehaus in der Berliner Straße 143 wurde Anfang der 1920er Jahre vom Kreis Teltow an die Glaserei Greulich verkauft, die das Grundstück viele Jahre nutzte. Das zweite Chausseehaus in der Berliner Straße 145 wurde Anfang der 1920er Jahre vom Kreis Teltow an die Stadt Berlin übertragen, die das Haus vermietete.
Mit der weiteren Zunahme des Straßenfernverkehrs wurden die Chausseen Anfang der 1930er Jahre in ein überörtliches Reichsstraßen-Netz integriert. Die Chaussee Mariendorf–Marienfelde–Großbeeren erscheint 1934 als Abschnitt der Reichsstraße 101 Berlin–Luckenwalde–Herzberg (Elster)–Elsterwerda. In einer späteren Reichsstraßenliste wurde die Reichsstraße 101 über Meißen und Freiberg bis Aue verlängert.
Das erste Chausseehaus erhielt im Zweiten Weltkrieg keine schweren Schäden, wurde aber später abgerissen, um das Grundstück durch die Glaserei besser nutzen zu können. Zur Vorbereitung des Neubaus der 1979 eröffneten Bahnunterführung Karl-Theodor-Schmitz-Brücke wurde die Bahnstraße verschwenkt und verläuft nun direkt vor dem Grundstück Marienfelder Allee 11. Ende der 1980er Jahre wurde hier ein mehrstöckiger Neubau mit einem Autohaus und einem Restaurant im Obergeschoss errichtet.
Das zweite Chausseehaus von 1896 wurde im Zweiten Weltkrieg zerstört. Nach dem Krieg blieb das Grundstück Marienfelder Allee 5 unbebaut. Für den Neubau der Bahnunterführung Karl-Theodor-Schmitz-Brücke wurde die Richtungsfahrbahn Nord der Marienfelder Allee über dieses Grundstück geführt.
Heute beginnt die Bundesstraße 101 im Ortskern von Mariendorf mit Anschluss an die Bundesstraße 96 und endet weiterhin in Aue.